# 瓦理棕
瓦理棕（学名：Wallichia chinensis）为棕榈科瓦理棕属下的一个种。

## 扩展阅读
- 維基物種上的相關：瓦理棕